# CFBDSIR 1458+10
CFBDSIR 1458+10 és un sistema binari de dues  nanes marrons que orbiten entre si, es troba a 75  anys llum de la Terra descobert per l'estudi de nanes marrons del Canadà-França amb el Telescopi Canadà-França-Hawaii, i descobert que era binari pel Keck II. La companya més petita, CFBDSIR 1458+10B, té una temperatura superficial d'uns 370K (≈ 100 °C), i va ser la nana marró més freda coneguda fins al descobriment de WISE 1828+2650 a l'agost de 2011. La temperatura de les dues nanes marrons va ser mesurada amb l'espectrògraf del Very Large Telescope de l'Observatori Europeu Austral de Xile.

## CFBDSIR 1458+10A
La CFBDSIR1458 +10A és ella mateixa molt freda, ja que té entre 250 i 300 °C, segons el comunicat del CNRS. L'estrella va ser descoberta el 2010 per un equip franc-canadenc, dirigit des de l'Institut de Planetologia i Astrofísica de Grenoble per Philippe Delorme, i des de la Universitat de Montreal per Loïc Albert.

## CFBDSIR 1458+10B
La companya més petita, CFBDSIR 1458+10B és una nana marró amb una temperatura superficial de 370±40 K i una massa de 6-15MJ, i pot ser un membre de la hipotètica classe espectral Y de les nanes marrons. També és una de les nanes marrons amb menys lluminositat, que és de ~2,7×10-7L☉. A causa de la baixa temperatura de la superfície d'una nana marró, CFBDSIR 1458+10 podria formar núvols d'aigua en la seva atmosfera superior.